# 蓋洛德 (堪薩斯州)
蓋洛德（英語：Gaylord）是一個位於美國堪薩斯州史密斯縣的城市。

## 地方資料
根據2020年美國人口普查的數據，蓋洛德的面積為0.66平方千米，當中陸地面積為0.66平方千米，而水域面積為0.00平方千米。當地共有人口87人，而人口密度為每平方千米131.82人。